# 寿良
寿 良（じゅ りょう、生没年不詳）は、三国時代末期の蜀漢から西晋初期の政治家・武将。字は文淑。蜀郡成都県の人。父と祖父の名は伝わっていないが2代に渡って犍為太守を勤めた。西晋期の梁益二州を代表する人物と評された。

## 生涯
若年から同郡の張微・費緝らと共に名を知られ、春秋三伝・五経を習い、性格は貞淑で方正、身だしなみは簡素倹約であったという。蜀漢に仕え、益州従事・散騎・黄門侍郎を歴任した。蜀漢滅亡後は西晋に仕え、郡主簿・上計吏となった後に孝廉に推されたが、寿良はこれを受けなかった。益州に徴され、治中従事・別駕従事となってその州治の一切を委ねられた。
泰始4年（268年）3月、羅憲によって常忌・杜軫・陳寿・高軌・呂雅・許国・費恭・諸葛京・陳裕らと共に司馬炎に推挙された。益州刺史皇甫晏によって三司に推挙され、覇城県令・始平郡太守に遷り、その治理政事は良好であったという。
旧蜀臣で、九卿まで出世していた文立の亡き後、温県県令の李密によって梁益二州を代表し文立の後を継げる人物であると推薦され、黄門侍郎兼梁益二州給事中・梁州刺史となった。数年後、また中央に召還され散騎常侍・大長秋まで昇った後に卒し、北邙山に葬られたという。
蜀漢の旧臣である寿良・王崇・李密・陳寿・李驤・杜烈（杜軫の弟）らは一同にして洛陽に入り、梁益二州代表する俊傑とされたが。寿良・李密・陳寿・李驤・杜烈の五人は当初、非常に親しく交際していたが最終的には疏遠となったという、ただ王崇一人は性格がとても寛厚、穏やかであり、五人全員と深く友誼持ち続けたと言う。
寿良は張華に命じられ、陳寿とともに旧国の宰相諸葛亮の事跡を纏めていたが、彼の著した諸葛亮集は陳寿のものと全く異なる内容であったという。